# Septoria menthae
Septoria menthae è una specie di fungo ascomicete parassita delle piante. Causa la septoriosi della menta. La specie fu descritta per la prima volta dal botanico e micologo tedesco Felix von Thümen ma il nome gli fu dato dal medico e naturalista olandese Corneille Antoine Jean Abraham Oudemans nel 1875.